# The Carpet from Bagdad
The Carpet from Bagdad è un film muto del 1915 diretto da Colin Campbell. Il soggetto si basa sul romanzo The Carpet from Bagdad di Harold McGrath pubblicato nel 1911 a Indianapolis.

## Trama
A Mohamed, servitore del pascià, viene affidata il Sacro Tappeto di Bagdad, della cui custodia deve rispondere con la vita. Intanto, a New York, il banchiere Arthur Wadsworth costringe il fratello Horace a rinunciare alla sua eredità. Horace, senza un soldo, si unisce a una banda di malviventi, progettando di rapinare la banca del fratello attraverso un tunnel sotterraneo adiacente alla casa di George P. A. Jones, un antiquario. La banda segue Jones in Egitto, dove Horace ruba il tappeto che vende all'antiquario. Fortune Chedsoye, la figlia di un membro della banda, è una ragazza onesta. Innamorata di Jones, scopre che Mohamed vuole ucciderlo per recuperare il tappeto rubato. Il custode del Sacro Tappeto cattura Jones, Wadsworth e Fortune nel deserto, ma i tre riescono a scappare durante una tempesta di sabbia.
A New York, Wasdsworth - sorpresi a casa di Jones i ladri - dà loro un vantaggio di due ore prima di informare la polizia. A Jones e a Fortune resta il tappeto mentre in Oriente Mohamed si rassegna a subire la sua punizione accettando il volere di Allah.

## Produzione
Il film fu prodotto dalla Selig Polyscope Company.

## Distribuzione
Il copyright del film, richiesto dalla Selig Polyscope Co., fu registrato il 13 maggio 1915 con il numero LP5356.
Fu il primo film che la Selig distribuì attraverso la V-L-S-E; il film uscì nelle sale cinematografiche statunitensi il 3 maggio 1915.
Un rullo della pellicola, in nitrato 35mm, viene conservato negli archivi del National Film and Television Archive of the British Film Institute di Londra.